# 昂特赖格 (伊泽尔省)
昂特赖格（法語：Entraigues，法語發音：[ɑ̃tʁɛɡ]）是法国伊泽尔省的一个市镇，位于该省东南部，属于格勒诺布尔区。

## 地理
昂特赖格（44°54'6"N, 5°56'53"E）面积21.66 平方千米，位于法国奥弗涅-罗讷-阿尔卑斯大区伊泽尔省，该省份为法国东南部内陆省份，北起顺时针与安省、萨瓦省、上阿尔卑斯省、德龙省、阿尔代什省、卢瓦尔省和罗讷省。
与昂特赖格接壤的市镇（或旧市镇、城区）包括：博蒙地区圣米歇尔、拉萨莱特-法拉沃、瓦尔博奈、瓦尔茹夫雷、尚特佩里耶。

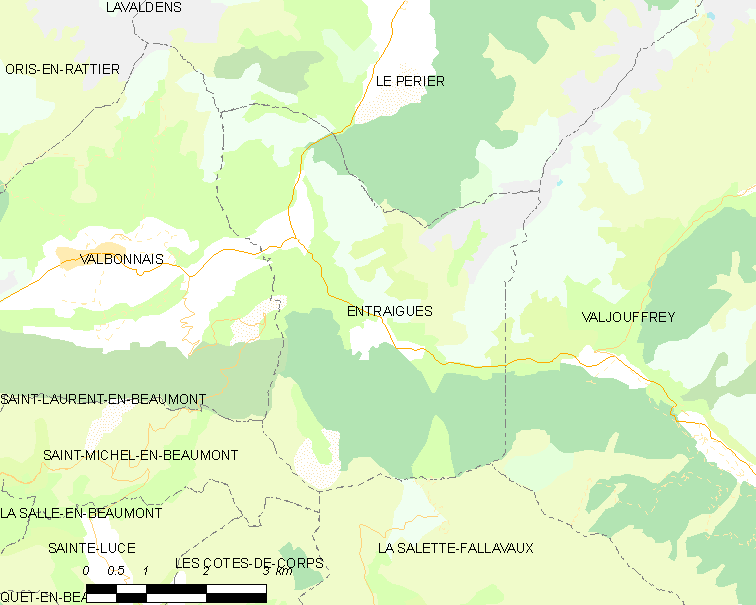
的OSM定位图

昂特赖格的时区为UTC+01:00、UTC+02:00（夏令时）。

## 行政
昂特赖格的邮政编码为38740，INSEE市镇编码为38154。

## 政治
昂特赖格所属的省级选区为马泰西讷-特列沃县。

## 人口

1962-2008年间人口变化图示

昂特赖格于2022年1月1日时的人口数量为225人。